# Altay (distrikt i Mongoliet, Bajan-Ölgij)
Altay (mongoliska: Алтай Сум, Алтай, Altay Sum) är ett distrikt i Mongoliet.   Det ligger i provinsen Bajan-Ölgij, i den västra delen av landet, 1 300 km väster om huvudstaden Ulaanbaatar.